# Иловски Клокочевац
Иловски Клокочевац је насељено место у саставу општине Херцеговац у Бјеловарско-билогорској жупанији, Република Хрватска.

## Историја
До територијалне реорганизације у Хрватској налазио се у саставу старе општине Гарешница.

## Становништво
На попису становништва 2011. године, Иловски Клокочевац је имао 145 становника.

## Попис1991.
На попису становништва 1991. године, насељено место Иловски Клокочевац је имало 202 становника, следећег националног састава:
| Попис 1991.‍ | Попис 1991.‍ | Попис 1991.‍ | Попис 1991.‍ | Попис 1991.‍ |
| ----------- | ----------- | ----------- | ----------- | ----------- |
|             |             |             |             |             |
| Хрвати      | Хрвати      |             | 191         | 94,55%      |
| Југословени | Југословени |             | 5           | 2,47%       |
| Мађари      | Мађари      |             | 5           | 2,47%       |
| непознато   | непознато   |             | 1           | 0,49%       |
| укупно: 202 |             |             |             |             |